# Скала (село)
Скала (укр. Скала) — село на Украине, находится в Винницком районе Винницкой области.
Код КОАТУУ — 0523184801. Население по переписи 2001 года составляет 699 человек. Почтовый индекс — 22616. Телефонный код — 43330. Занимает площадь 2,292 км².

## Местная власть
22600, Винницкая область, Винницкий р-н, пгт Оратов, ул. Парковая, 14